# Alexander Cameron Rutherford
Alexander Cameron Rutherford (Osgoode, 2 februari 1857 - Edmonton, 11 juni 1941) was een Canadees politicus en eerste premier van Alberta.
Rutherford studeerde rechten in Montreal en was praktiserend advocaat in Kemptville, Ontario totdat hij zich in 1895 in het tegenwoordige Alberta vestigde.
In 1896 en 1898 probeerde hij, tevergeefs, een zetel in de wetgevende vergadering van de Northwest Territories te bemachtigen maar in 1902 slaagde hij er uiteindelijk in om voor een district in Edmonton verkozen te worden als lid van de Liberalen. Rutherford bekleedde twee jaar lang de post van vicevoorzitter van de Assembly en op 2 september, precies één dag nadat de provincie Alberta was gecreëerd, werd hij aangesteld als premier. Bij provinciale verkiezingen in het najaar van dat jaar behaalde hij een meerderheid van zetels.
Naast het premierschap bekleedde Rutherford ook de portefeuilles van financiën en onderwijs. Zijn regering kenmerkte zich ook door de uitbreiding van het wegen- en spoorwegennetwerk in de jonge provincie. In 1909 wonnen de Liberalen onder Rutherfords leiding wederom de provinciale verkiezingen maar een jaar later, op 26 mei 1910, na een conflict in het kabinet omtrent financiële steun voor de spoorwegen, diende hij zijn ontslag in. Hij werd opgevolgd als premier door Arthur Lewis Sifton. Na afloop van zijn politieke carrière nam hij zijn oude beroep van advocaat weer op en van 1927 tot aan zijn dood in 1941 was hij rector van de University of Alberta. Rutherford was een verzamelaar van boeken over Canada en zijn uitgebreide collectie is nu deel van de bibliotheek van de University of Alberta die naar hem de Rutherford Library is vernoemd.